# 瑟芒 (吉伦特省)
瑟芒（法語：Semens）是法国吉伦特省的一个市镇，属于朗贡区（Langon）圣马凯尔县（Saint-Macaire）。该市镇总面积3.67平方公里，2009年时的人口为203人。

## 人口
瑟芒人口变化图示